# ウィリアム・ウェーバー・コブレンツ

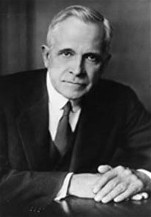
William Weber Coblentz

ウィリアム・ウェーバー・コブレンツ（William Weber Coblentz  1873年11月20日 - 1962年9月15日）はアメリカの物理学者。赤外線の分光学の分野での貢献によって知られる。
オハイオ州ノースリマに生まれる。ケース応用科学学校（現在のケース・ウェスタン・リザーブ大学）で学んだ後、コーネル大学で博士号を得た。カーネギー研究所の研究員を勤めた後、1905年の秋新設された国立標準局に入り、1945年に引退するまで40年間放射測定部門で働いた。赤外線の放射、分光学を研究し、分子による赤外線の吸収を多くの化合物について測定した。赤外放射の測定により、プランクの法則の検証を最初に行ったひとりである。天文学の分野でも1913年に、放射を測定するサーモパイルを開発し、リック天文台やウィルソン山天文台で、セス・B・ニコルソンとともに110あまりの恒星と火星、金星、木星の赤外線放射を測定した。さらにローウェル天文台のカール・ランプランドとともに、火星の薄い大気のために火星の昼夜の温度差の大きいことを見出した。

## 受賞歴
- 1911年 ハワード・N・ポッツ・メダル (フランクリン協会)
- 1920年 ジャンサン・メダル
- 1937年 ランフォード賞 (アメリカ芸術科学アカデミー)
- 1945年 フレデリック・アイヴズメダル (アメリカ光学会)

## 命名
- 月のクレータ、火星のクレーター
- コブレンツ協会が設けられ、若手の分子分光学の研究者に与えられるコブレンツ賞が設けられている。